# Hemibagrus wyckioides
Hemibagrus wyckioides (гемібагрус червонохвостий) — вид риб з роду Hemibagrus родини Bagridae ряду сомоподібні.

## Опис
Загальна довжина сягає 1,3 м при вазі 86 кг. Середня довжина становить 50 см. Голова сплощена, верхня частина зморшкувата. Очі невеличкі. Рот доволі великий. Є 4 пари вусів, з яких більшість коротка, лише 1 пара на верхній щелепі тягнеться до середини жирового плавця. Тулуб витягнутий, сплощений з боків. Скелет становить 52-53 хребця. Спинний плавець складається з 1 жорсткого та 7-8 м'яких променів. Жировий плавець довгий. Грудні та черевні плавці маленькі. Хвостовий плавець завдовжки 15 см.
Забарвлення сіро-коричневе з зеленуватим відтінком. Черево білувате. У дорослих особин хвостовий плавець повністю або частково яскраво-червоний, у молоді — блідий.

## Спосіб життя
Зустрічається у великих річках з кам'янистим дном. Доволі агресивний сом. Активний хижак. Живиться рибою, ракоподібними, хробаками, молюсками.

## Розповсюдження
Мешкає у басейнах річок Чаопхрая та Меконг.